# Cyrtandra chlorantha
Cyrtandra chlorantha är en tvåhjärtbladig växtart som beskrevs av Albert Charles Smith. Cyrtandra chlorantha ingår i släktet Cyrtandra och familjen Gesneriaceae. Inga underarter finns listade i Catalogue of Life.